# Jornalismo Sensível
Jornalismo Sensível é uma matriz de pensamento que propõe pensar e produzir conteúdos informativos através da combinação de técnicas metodológicas tradicionais e o uso de afetos e subjetividades combinadas. Visa utilizar as subjetividades como ferramenta de informação em vez de negá-las conforme prega a matriz positivista. Não se trata de um gênero do jornalismo, mas de uma forma de pensar e criar que pode ser aplicada aos mais diversos gêneros. 
"O Jornalismo Sensível, conceituado por Victor Rocha (2020), pode ser definido como uma forma de fazer jornalismo em que as subjetividades ganham destaque para seduzir esteticamente diferentes sujeitos; construir cenários imagéticos imersivos; causar estranhamentos; fomentar visões plurais da realidade; expor o método jornalístico; dar estilo autoral à narrativa; aproximar o público do repórter e dos personagens, gerando, para além de conteúdo consumível, informação que afeta o receptor em um estímulo à empatia" 
O Jornalismo Sensível caminha lado a lado com definições como "Jornalismo de Subjetividade" (MORAES, Fabiana) ou "Jornalismo dos Afetos" (MEDINA, Cremilda). O termo foi consolidado em 2020 pelo jornalista e pesquisador Victor Rocha e dá nome ao seu livro ("O jornalismo sensível: leituras plurais da realidade apresentada pelos afetos"), publicado em março de 2022.
1. ↑  ROCHA, Victor (2022). O Jornalismo Sensível. Leituras plurais da realidade apresentada pelos afetos. Curitiba: Appris Editora. ISBN 9786525025032
2. ↑  https://portalrevistas.ucb.br/index.php/RCEUCB/article/view/12814/7476